# Obsessed Pt. 2
Obsessed Pt. 2 es el segundo EP de la banda estadounidense de música regional mexicana Yahritza y su Esencia, que da continuación a su anterior EP debut, Obsessed. Fue lanzado el 8 de septiembre de 2023 a través de los sellos discográficos Lumbre Music, Columbia Records y Sony Music Latin.

## Antecedentes y lanzamiento
En 2023, a finales de agosto y principios de septiembre, en medio de su Obsessed Tour, el grupo anunció el lanzamiento del proyecto, previsto para el 8 de septiembre de 2023.

## Composición
El EP consta de 8 canciones. Mayoritariamente, el disco tiene canciones regionales mexicanas que incluyen sonidos como ranchera, sierreño, corridos tumbados y cumbia norteña,. El EP cuenta con las colaboraciones de Grupo Frontera e Iván Cornejo.

## Sencillos
El primer sencillo, «Inseparables» con la participación del cantante estadounidense Iván Cornejo, fue lanzado el 6 de octubre de 2022. El segundo sencillo, «Cambiaste», fue lanzado el 5 de enero de 2023. El 30 de marzo de 2023, 2 canciones fueron lanzadas: «No se puede decir adiós» como tercer sencillo, y «Nuestra canción» como cuarto sencillo. El 7 de abril de 2023 se lanzó «Frágil» con la banda mexicano-estadounidense Grupo Frontera como quinto sencillo. El sexto sencillo, «Dos extraños», fue lanzado el 7 de septiembre de 2023, un día antes del lanzamiento del EP.

## Lista de canciones
| Lista de canciones de Obsessed Pt. 2 |                                       |                                                                              |                                                       |          |  |
| N.º                                  | Título                                | Escritor(es)                                                                 | Productor(es)                                         | Duración |  |
| 1.                                   | «Dos extraños»                        | Edgar Barrera                                                                | Edgar Barrera • Ramón Ruíz                            | 3:18     |  |
| 2.                                   | «Dubai»                               | Yahritza Martínez • Edgar Barrera • José A. Ruíz                             | Edgar Barrera                                         | 2:22     |  |
| 3.                                   | «Rositas»                             | José A. Martínez • Edgar Barrera                                             | Edgar Barrera                                         | 2:38     |  |
| 4.                                   | «Frágil» (junto a Grupo Frontera)     | Edgar Barrera • Kevyn Cruz • Luis Ángel O'Neill Laureano • Yahritza Martínez | Edgar Barrera                                         | 2:40     |  |
| 5.                                   | «No se puede decir adiós»             | Edgar Barrera • Kevyn Cruz                                                   | Edgar Barrera                                         | 2:45     |  |
| 6.                                   | «Nuestra canción»                     | Yahritza Martínez • Armando Martínez                                         | Yahritza Martínez • Armando Martínez • Jairo Martínez | 2:45     |  |
| 7.                                   | «Cambiaste»                           | Yahritza Martínez                                                            | Armando Martínez • César Avila • Ramón Ruíz           | 2:55     |  |
| 8.                                   | «Inseparables» (junto a Iván Cornejo) | Iván Cornejo • Yahritza Martínez                                             | Armando Martínez                                      | 2:52     |  |
| 22:15                                |                                       |                                                                              |                                                       |          |  |